# 東京理科大学近代科学資料館

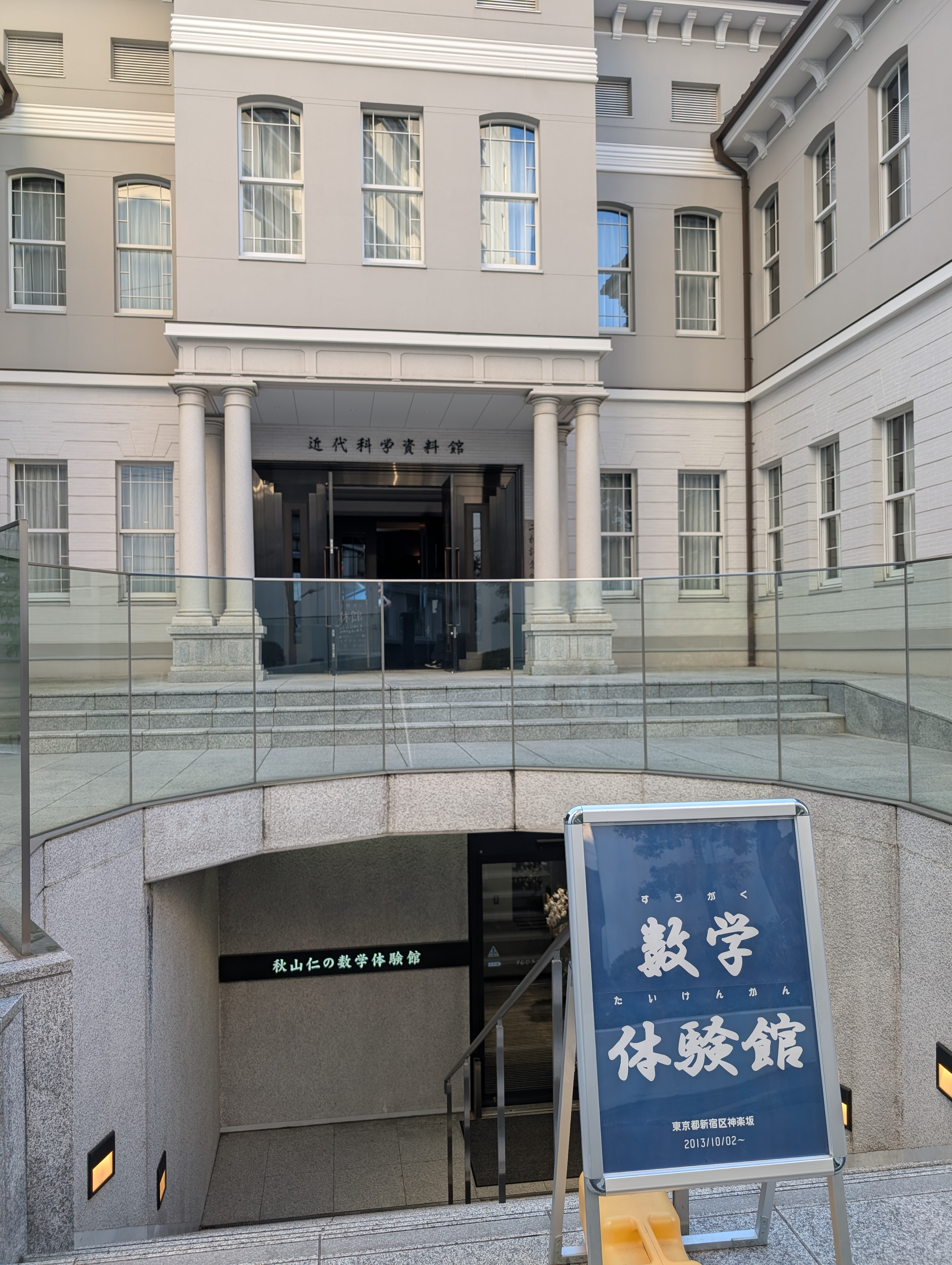
地階に秋山仁の数学体験館がある

東京理科大学近代科学資料館（とうきょうりかだいがくきんだいかがくしりょうかん）は、学校法人東京理科大学が運営する博物館である。

## 概要
1991年（平成3年）11月、東京理科大学の創立110年を記念して建設。建物の外観は、1906年（明治39年）に神楽坂に建設された東京物理学校（東京理大の前身）の木造2階建校舎を復元したもの。
二村冨久（二村化学工業創業者、1941年（昭和16年）12月東京物理学校理化学部卒業）が建設費13億5千万円を寄贈したために二村記念館の副称が付けられ、1階エントランスホールに銅像が置かれている。
2013年（平成25年）10月、数学体験館が地下1階に開設される。
2022年（令和4年）10月、大村智記念展示室が2階に開設される。

## 展示
展示物は、東京物理学校（東京理科大学の前身）から引き継がれ、保存された資料や寄贈資料である。展示物の一部は、なるほど科学体験館（野田キャンパス）に移動されている。
江戸時代の和算書から始まり、多くの算木、そろばん、機械式計算機、電気式計算器、電子式卓上計算器（電卓）、そして、電子計算機にいたる『計算機の歴史』を中心とした展示を行っている。
また、真空管や黎明期のパーソナルコンピュータなども展示されている。

### 計算機の歴史コーナー
世界各国の算具、各種計算機を並べ、計算発展の歴史がたどれる。
中国の算木やインディアンの算具といったごく初期のものから、そろばん、種々計算尺、タイガー計算器に代表される機械式計算機、パラメトロンを使った日本の初期のコンピュータFACOM 201から、昭和40年代頃より流通した電子式卓上計算機(いわゆる電卓)が時系列的に展示されている。
また、アップルIIやPC-8001、ベーシックマスターといったパーソナルコンピュータの草分けについても展示がされている。

### 物理学校記念コーナー
東京物理学校ゆかりの記念品を展示している。特に、同校卒業生でありのちに講師となった菱田為吉（1868～1943）による、木材を切り出して作成した65種もの各種多面体模型は、明治期の多面体研究の実態がうかがえるだけでなく、当時彫刻芸術としても評価されただけの美観も感じられる。

### エジソンコーナー
炭素電球、蓄音機などを展示している。いずれも明治期のものであるが、電球は実際に発光(負荷を減らすため低電圧で使用)させることもできる。

### 体験コーナー
タイガー計算器を実際に操作できる。再生式高一ラジオ、蓄音機を聞くことができる。

## 利用時間
- 入館料 - 無料
- 開館時間 - 水・木・金 12:00～16:00　土 10:00～16:00
- 休館日 - 日・月・火・祝日及び大学の休業日